# Bambi II
Bambi II, també conegut com a Bambi and the Great Prince of the Forest, és una pel·lícula d'animació de Disney de 2006. Es tracta de la seqüela de Bambi, basada en la història del cervatell amb idees del text original de Felix Salten (Bambi, una vida al bosc), i va ser distribuïda directament en vídeo o DTV i a Europa com llançament al cinema.

## Argument
Bambi II narra a l'espectador la història de Bambi, el cervatell protagonista de la primera pel·lícula, després que, després de la mort de la seva mare, el seu misteriós pare, el "Gran Príncep del Bosc", s'ha de fer càrrec d'ell. El Gran Príncep només espera de Bambi que es comporti amb dignitat i s'entreni per esdevenir un futur Príncep del Bosc, sense adonar-se que el jove cérvol encara pateix per la pèrdua de la seva mare i que necessita el seu amor; mentrestant Bambi va a poc a poc coneixent al seu pare i desitja ferventment ser com ell, però se sent frustrat i abandonat perquè no pot seguir els seus passos. Bambi es reuneix amb els seus vells amics i enfronta repetides vegades les amenaces del bosc, la més perillosa la presència de l'Home. Així, mentre el pare li ensenya al fill el camí per esdevenir un adult: el valor, el fill li ensenya al pare el camí per convertir-se, justament, en un pare: l'amor.

## Repartiment
- Gran Príncep: Patrick Stewart
- Bambi: Alexander Gould
- Rono: Anthony Ghannam
- Mussol: Keith Ferguson
- Tambor: Brendon Baerg
- Flor: Nicky Jones
- Felina: Andrea Bowen
- Germanetes de Tambor: Makenna Cowgill, Emma Rose Lima, Ariel Winter
- Marmota / Porc espí: Brian Pimental
- Mare de Bambi: Carolyn Hennessey
- Mena: Cree Summer

## Banda sonora
La música de Bambi II va ser composta per Bruce Broughton.
Compta amb tres temes originals vocals, i tres remixos de la pel·lícula original de Bambi, incloent el clàssic "Love is a Song". A més, compta amb un tema vocal "Sing the Day" que no va ser inclòs en la pel·lícula sinó que va ser reemplaçat per les peces instrumentals anomenades "Being Brave". La peça instrumental central de la pel·lícula, "Bambi and the Great Prince", tot i que es presenta en diverses ocasions en la pel·lícula amb diferents tons i instrumentacions, apareix a la banda sonora només en una versió reduïda. De la mateixa manera, diverses peces instrumentals de la pel·lícula estan absents de la banda sonora, com ara la persecució dels gossos i el primer enfrontament amb Ronno.

## Detalls fàctics i diferències amb la primera pel·lícula
- A la primera pel·lícula, Tambor tenia cinc germanes; en aquesta pel·lícula, només en té quatre. Això pot estar inspirat en el llibre original, on el personatge de la Llebre (en qui està basat Tambor) perd part de la seva família.
- Ronno, el cervatell fatxenda que acompanya Felina, és de fet el cérvol al qual Bambi enfronta per l'afecte de Felina en la primera pel·lícula, i igual que en aquesta pel·lícula, era un amic i conegut de Bambi en la història que narra el llibre. No obstant això la seva edat va ser alterada, ja que mentre que a la pel·lícula es veia Ronno és a penes més madur que Bambi (recentment li han sortit les banyes), en el llibre és probablement un any o dos més.
- Els personatges de "La Marmota" i "El Porc-espí" van ser creats específicament per a aquesta pel·lícula. Tots dos van ser, de fet, interpretats pel director, Brian Pimental.
- L'enfrontament final de Bambi contra uns gossos, és reminiscent clar de l'escena en què Felina fuig dels gossos i és rescatada per Bambi en la primera pel·lícula; En almenys dues ocasions l'Amic Mussol es refereix a elements de la primera pel·lícula: la primera ocasió és durant la visita a la Marmota, quan en veure que les aus comencen a celebrar l'anunciada arribada de la primavera amb el "Cant de la Primavera" (de la pel·lícula original), el Mussol s'exaspera i respon: "Oh, no, aquesta cançó ... ". La segona oportunitat és quan per accident Bambi fa un petó a Felina i el Mussol els declara "entrasrroscats", en referència al "patiment" de l'amor que pateixen les criatures del bosc durant la primavera, i que uneix precisament a Bambi i Felina en la primera pel·lícula.
- La veu de Patrick Stewart va ser escollida, segons Pimental, per donar-li al Gran Príncep del Bosc l'altivesa, carisma i propietat que van marcar la veu original del Príncep del Bosc a la primera pel·lícula, amb la veu en aquells dies de Fred Shields i que de fet no va ser creditada.[5]